# Automated Transfer Vehicle

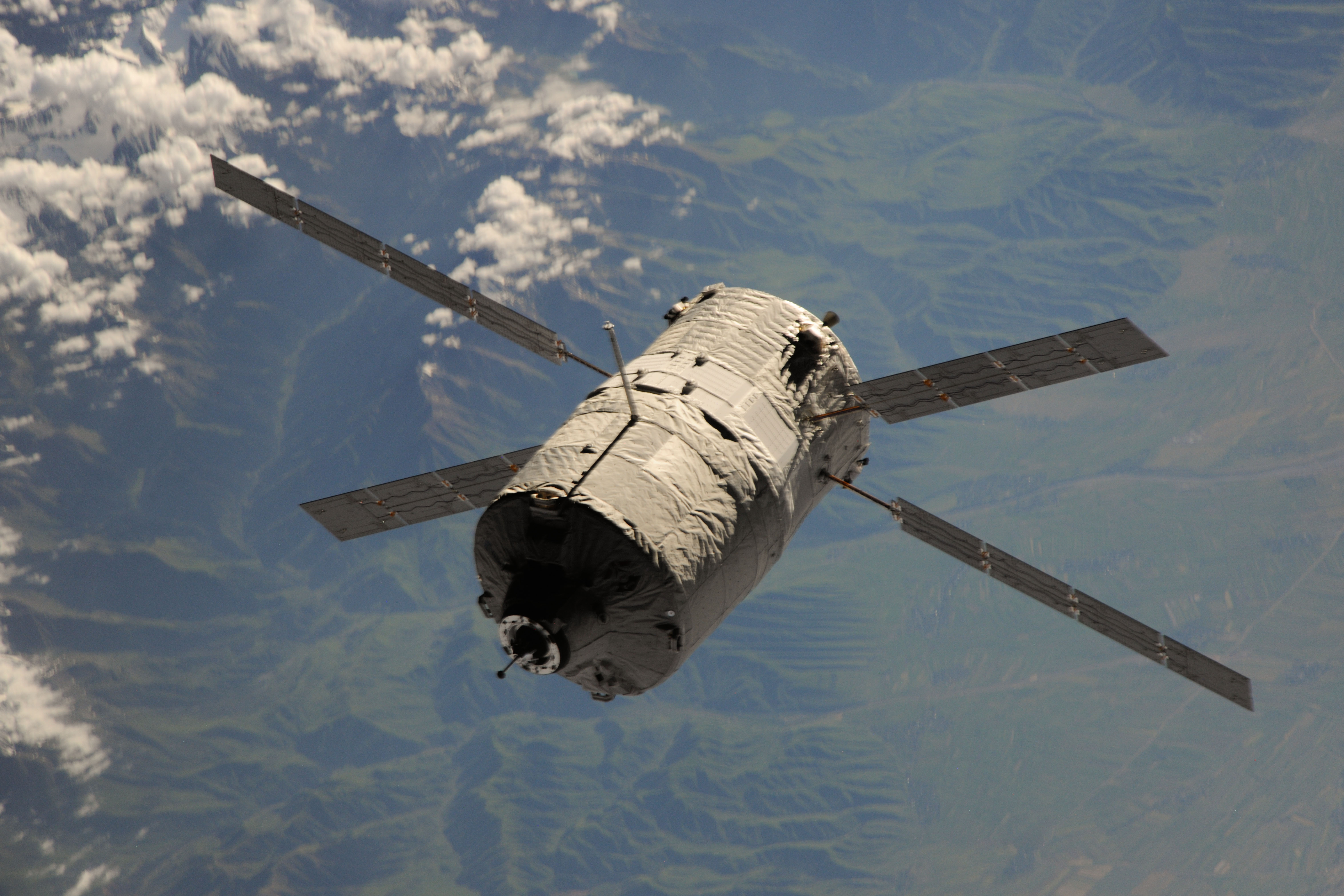
ATV-4 in 2013

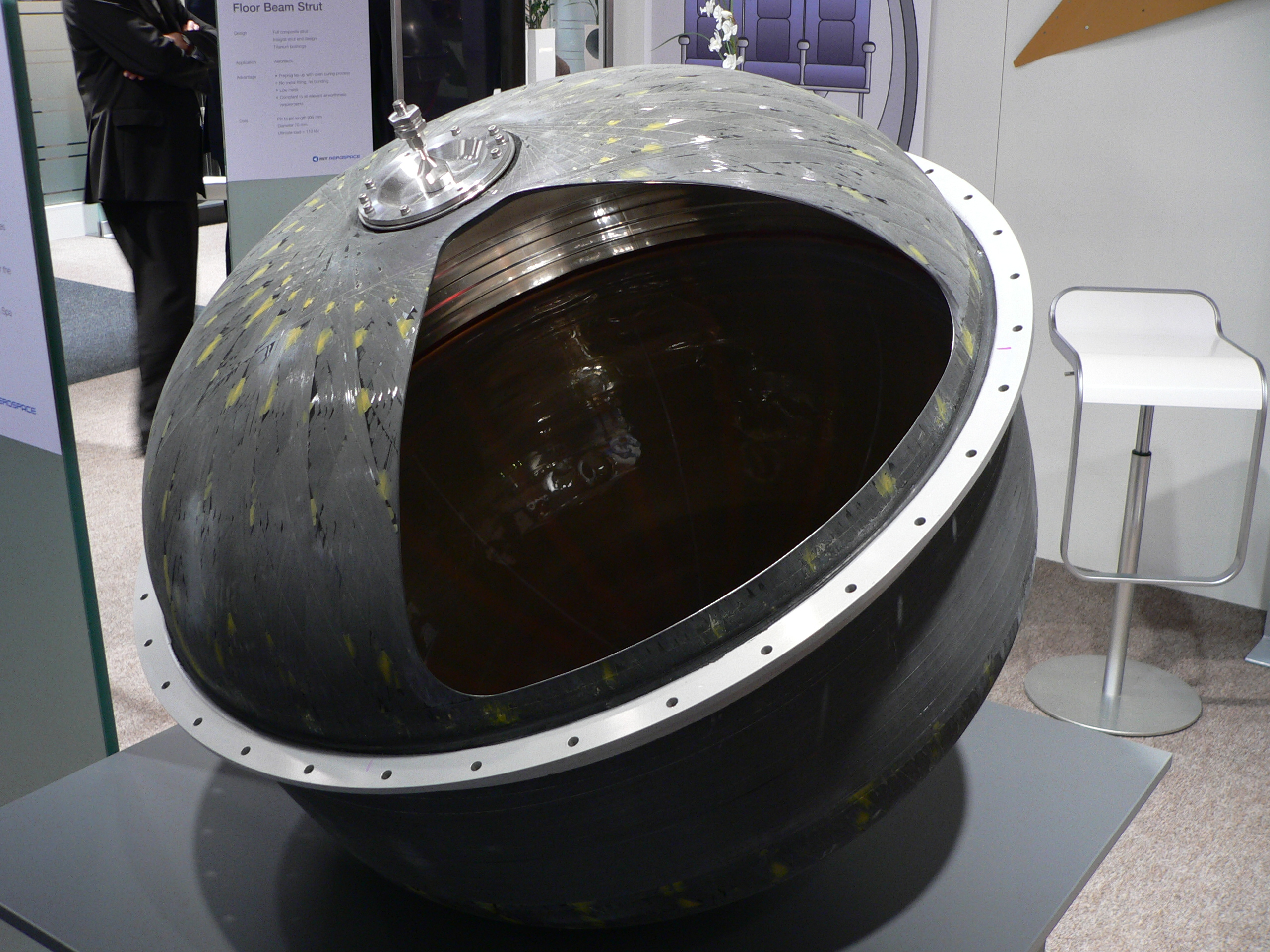
Watertank

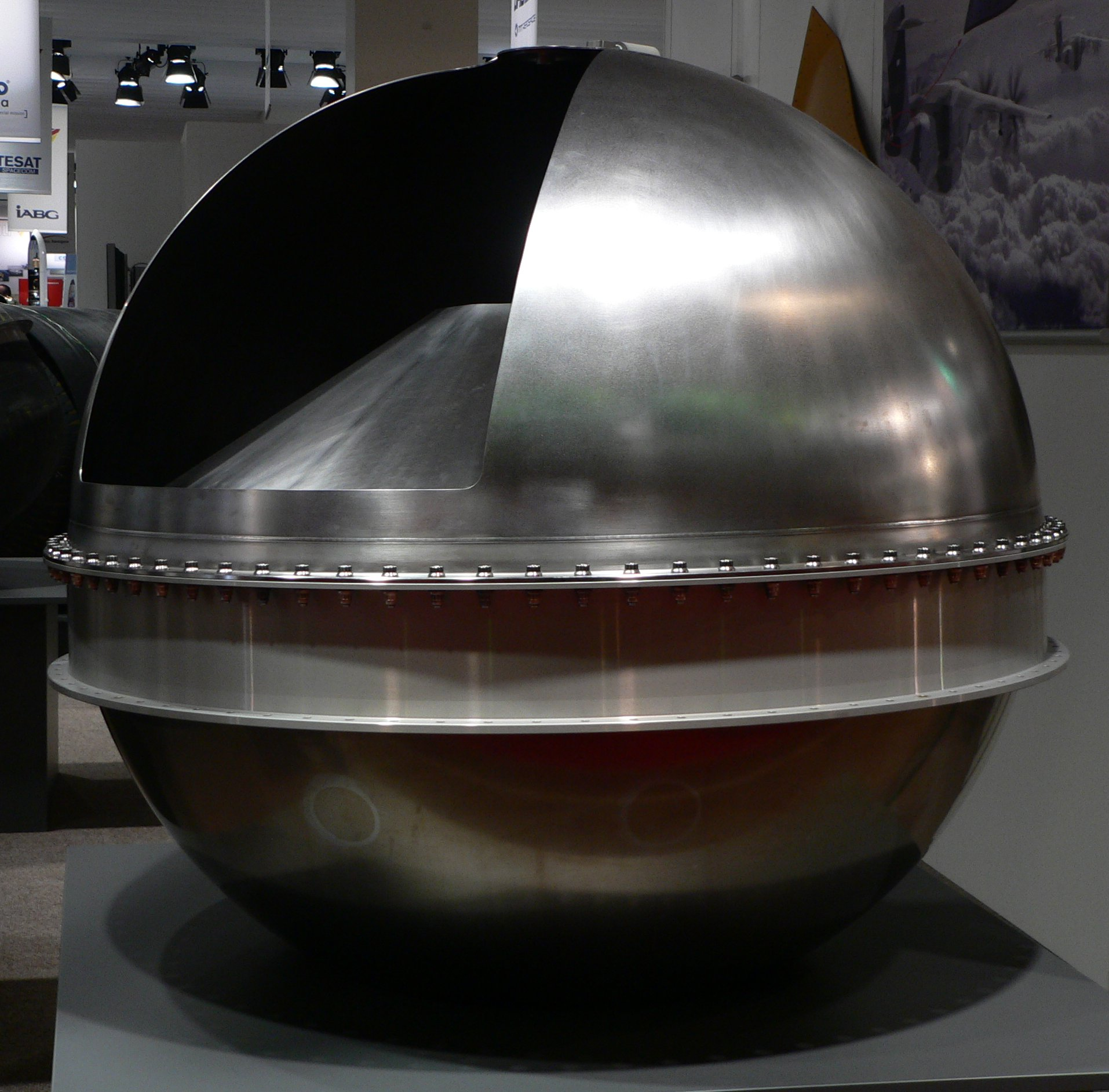
Brandstoftank

Het Automated Transfer Vehicle (ATV) was een robotisch ruimtevaartuig. Het is door ESA ontworpen om het internationale ruimtestation (ISS) te bevoorraden. De door ESA ontworpen servicemodule van het ATV stond ook model voor de servicemodule die ESA aan NASA levert om de (bemande) Orion-ruimtecapsule te besturen en van elektriciteit te voorzien.

## Achtergrond
Het ISS is een samenwerkingsverband van de Europese landen verenigd in de ESA, de Verenigde Staten vertegenwoordigd door de NASA en de Russische (RKA), Japanse (JAXA) en Canadese (CSA) ruimtevaartorganisaties om een permanent bemand station in een baan om de aarde te vestigen.
Een ruimtestation moet regelmatig bevoorraad worden; belangrijk zijn water en voedsel voor de astronauten, stuwgas om het station in zijn baan te houden en nieuwe apparatuur. Tegelijkertijd genereert permanente bewoning van een ruimtestation een aanzienlijke hoeveelheid afval, die met regelmaat afgevoerd zal moeten worden.
Om in deze behoeften te voorzien, is ESA in de periode 2000-2002 begonnen met de ontwikkeling van het Automated Transfer Vehicle: een onbemand voertuig dat in staat is zichzelf naar het ISS te vliegen en aan te koppelen. Het ATV kon ruim 7 ton aan voorraden meenemen. Ruim 6 ton afval van het ISS kon samen met het ATV bij terugkeer in de dampkring worden verbrand.

## Specificaties
Het ATV was in essentie een raketmotor met een container erbovenop voor de vracht. Daarnaast bevatte het voertuig systemen voor navigatie, communicatie en energievoorziening. Het was ontworpen met het oog op betrouwbaarheid en autonomie, niet op snelheid. De vlucht naar het ISS duurde ongeveer drie dagen.

### Vrachtcapaciteit
Het ATV beschikte over een vrachtbel die bestond uit twee rekken met daarin containers. In de containers kon droge vracht vervoerd worden in hoeveelheden die aan boord van het station makkelijk hanteerbaar zijn. In totaal waren de rekken ingericht om tussen de 1500 en 5500 kilogram drooggoed te vervoeren.
Daarnaast beschikte de vrachtbel over drie tanks voor vloeistoffen en gassen: een watertank voor 840 kg water, een brandstoftank voor 860 kg boosterbrandstof en een gastank voor 100 kg lucht om de atmosfeer van het station aan te vullen.
In totaal kon het ATV 7667 kilo vracht vervoeren.

### De motor
ATV's werden gelanceerd met behulp van een Ariane 5-draagraket. Na lancering stuwde het ATV zich zelf voort door middel van vier boosters die elk een stuwkracht van 490 newton konden leveren. Daarnaast waren er 28 boosters van 220 newton elk om de koers te corrigeren. Die boosters werden aangedreven door een hypergool mengsel van monomethylhydrazine als brandstof en stikstoftetroxide als oxidant. De brandstof werd onder 31,4 megapascal druk gehouden met heliumballonnen.
Wanneer het ATV aan het ISS gekoppeld was, kon de motor gebruikt worden als extra booster om het station in zijn baan te houden.

### Systemen
Het ATV was in staat om zichzelf geheel automatisch naar het ISS te vliegen en vast te koppelen. Daartoe beschikte het voertuig over een fly-by-wire-systeem dat GPS gebruikt om over grote afstanden te manoeuvreren en infrarood om over korte afstand aansluiting bij het station te zoeken. Daarnaast beschikte het systeem over uitgebreide communicatieapparatuur om in contact te treden met de aarde of met het station – beide konden het voertuig in geval van nood bevelen om een nooduitwijking in te zetten om het station te ontwijken.
De elektrische systemen werden van stroom voorzien door 16 zonnepanelen die in een kruisvorm uitstaken van de romp. Daarnaast waren er batterijen voor in de "nacht". Na koppeling met het station voorzag het station het voertuig van elektriciteit om het klimaat te regelen en de motoren te gebruiken.
Het geheel van motoren, besturing en vracht was omgeven door een meteoriet-bestendige romp en een binnenromp van kevlar en nextel. Het geheel was bekleed met een folie-schild dat isoleert tegen de hitte van de zon.

## Lanceringen
Het eerste ATV is in de zomer van 2005 getest bij ESA/ESTEC in Noordwijk. Dit voertuig werd Jules Verne genoemd, naar de Franse schrijver die een reis naar de maan beschreef die iets meer dan 100 jaar later voor het eerst gerealiseerd werd tijdens het Apollo-programma. Het ATV is op 9 maart 2008 gelanceerd met behulp van de Ariane 5-raket. Het meerde met succes aan op 3 april.
| Code    | Naam             | Lanceerdatum     | Aankomst ISS     | Terugkeer dampkring |
| ------- | ---------------- | ---------------- | ---------------- | ------------------- |
| ATV-001 | Jules Verne      | 9 maart 2008     | 3 april 2008     | 29 september 2008   |
| ATV-002 | Johannes Kepler  | 16 februari 2011 | 24 februari 2011 | 21 juni 2011        |
| ATV-003 | Edoardo Amaldi   | 23 maart 2012    | 28 maart 2012    | 28 september 2012   |
| ATV-004 | Albert Einstein  | 5 juni 2013      | 15 juni 2013     | 2 november 2013     |
| ATV-005 | Georges Lemaître | 29 juli 2014     | 12 augustus 2014 | 15 februari 2015    |

## Upgrades
Op 7 juli 2009 heeft de ESA met het Duitse bedrijf EADS Astrium een contract getekend om te beginnen aan een doorontwikkeling van de ATV. Met deze doorontwikkeling, de Advanced Return Vehicle (ARV), krijgt de ATV een hitteschild zodat vracht en experimenten van het internationale ruimtestation ISS veilig teruggebracht kunnen worden naar de aarde. Met een verbeterde versie van deze ARV zouden in de toekomst eventueel ook mensen de ruimte in gebracht kunnen worden.